# حوامة
الحوامة هي مركبة تطفو في الهواء على وسادة هوائية أسفل جسمها. حيث تقوم محركات قوية بدفع الهواء أسفل الحوامة مما يؤدي إلى ارتفاع المركبة إلى أعلى بسبب ضغط الهواء المضغوط على الأرض أو سطح الماء وكذلك على قاعدتها. إلا أن قوة دفع الهواء ليست كافية لرفع المركبة إلى ارتفاع ضخم وإلا تسرب الهواء المضغوط. بل ما يكفي لتحوم المركبة على ارتفاع بسيط من سطح الأرض. عدم ملامسة الحوامة للأرض يؤدي إلى إلغاء قوة الاحتكاك بين الحوامة وبين الأرض. وعند إلغاء قوة الاحتكاك يؤدي تأثير أي قوة بسيطة أفقية (مراوح الدفع في حالة الحوامة) على جسم الحوامة إلى تسارعها بعجلة ثابتة أي ان الجسم اذ ثم دفعه بدون وجود احتكاك فهذا يعني انه ستبقى سرعته ثابتة ولن تنقص، وذلك بناء على قانون نيوتن الثاني للحركة.

## تاريخ الحوامات والطوافات
يعود أول تصميم للطواف إلى العام 1453 حيث قام السلطان محمد الفاتح (1432 - 1481)بتصميم أول برمائية في العالم تسير على الماء بقوة الأشرعة ومجاديف المسلمين وعلى الأرض والجبال بقوة الثيران والمجاهدين، في الحقيقة إن تسمية الطواف هي أقرب للواقع الفيزيائي عن الحوامة التي معناها التعلق في الهواء مثل المروحية وهذا من تأثير الخيال العلمي وإنما الحقيقة هي أن المركبة تطفو على وسط يهمش عامل الاحتكاك عن سطح التضاريس ولذلك فهي طواف - وسط تهميش عامل الاحتكاك كان شحما في أول تصميم تم تنفيذه بنجاح في ابتكار السلطان محمد الفاتح ثم هواء ففي العام (1716) حيث العالم إيمانويل سويدنبورغ بوضع تصاميم أول طواف يدار بمبدأ الوسادة الهوائية. لم يتم بناء ذلك الطواف وقتها لإدراك سويدنبورغ أن قوة عضلات الإنسان ليست كافية لإنتاج كمية الهواء المطلوبة لدفع المركبة إلى أعلى. في عام (1870) تم تصميم العديد من المركبات التي تطفو ديناميكيا وليس إستاتيكيا بناء على مبدأ انضغاط الوسط بين المركبة وسطح التضاريس، إلا أنه لم يتم إنتاج أي مركبة عملية منذ نجاح السلطان محمد الفاتح. واحتاج إنتاج مركبة عملية إلى الانتظار إلى فترة الحرب العالمية الثانية حيث قامت الولايات المتحدة الأمريكية بتصنيع وإنتاج أول حوامة قادرة على حمل الإنسان. وبسبب ظروف الحرب تم تصنيف التصميم على أنه تصميم سري مما أدى إلى منع المخترع تشارلز فلينشر من تسجيل براءة اختراعه. وقد أدى هذا الأمر لاحقا إلى خلافات تجارية وقانونية في محاكم الولايات المتحدة الأمريكية والبريطانية على حقوق استغلال الاختراع، وتم في النهاية تثبيت اسم فليتشر كمخترع ومصمم للجهاز.

## فكرة الحوامة المقاتلة ونظام الدعم الجوي
ظهرت في الولايات المتحدة -أثناء أواسط الستينيات- فكرة جديدة؛ وهي تطوير حوامة مدرعة مضادة للدبابات، تحمل الصواريخ ورشاشا ثقيلا لتكون قادرة على الاشتباك والعمل في المهمات العسكرية كوحدة قتال رئيسية، في برنامج نظام الدعم الناري الجوي المتطور (the Advanced Aerial Fire Support System program/AAFSS). هذا البرنامج قائم على عدة أسباب أو أهداف؛ أولها هو صنع سلاح جديد مضاد للدبابات، يتميز بالسرعة ودقة الإصابة وقوة النيران في وقت واحد، والثاني هو توفير نوع جديد من الدعم الجوي، وهو الدعم بواسطة المروحيات. الدعم عسكريا يعني دعم القوات الأرضية بواسطة أسلحة تفوقها بالقوة أو المدى، ويكون بالمدافع أو الطائرات نفاثة أو مروحية. عندما يواجه المشاة حاجزا محصنا يصعب اختراقه، يتم طلب دعم المدافع ذات المدى الطويل (التي تكون متمركزة خلف القوة المهاجمة الرئيسية (وهي المشاة في مثالنا هذا) بكيلو مترات في بر الأمان)، وإذا كانت هذه المواجهة مع دبابات، تكون الحوامة السلاح الأفضل للدعم، لهذا يجيبنا اسم البرنامج (برنامج نظام الدعم الناري الجوي المتطور) عن واحدة من مهام الحوامات المقاتلة، إنه دعم القوات والهجمات الأرضية. ويمكن للحوامات المقاتلة أيضا أن تكون أسلحة قائمة بحد ذاتها، ومن مهماتها تدمير إمدادات الأعداء بهجمات خاطفة على عربات النقل، فالحوامة آلة طائرة ويسهل وصولها إلى أي مكان، ويمكنها المشاركة بالقتال بطرق عديدة.

## تصميم الحوامة

1. المراوح
2. هواء
3. مروحة ضغط الهواء
4. تنورة من المطاط

يعود المبدأ الأساسي لتصميم الحوامة إلى تهميش عامل الاحتكاك بين المركبة والسطح الرافع لها. أول من صمم ألية عملية لتنفيذ هذا المبدأ كان السلطان محمد الفاتح (1432 - 1481) السلطان محمد الفاتح قام برفع سفنه الحربية فوق وسادة من الشحم لتنزلق على موجهات خشبية خلال الأرض والجبال ثم العودة إلى المياه مرة ثانية.

## الستائر الهوائية لمركبات الطواف
بعد تحويل عامل تهميش الاحتكاك للطواف من الشحم الجاف في ابتكار السلطان محمد الفاتح -1453- إلى الهواء في تصميم العالم إيمانويل سويدنبورغ -1716- ظل الأمر في مجال النظرية والتصميم وتطبيق النماذج المحدود بدون إدراك أن الهواء يختلف كثيرا عن الشحم الجاف الذي لا يبتعد كثيرا عن المكان المخصص لعمله وبالتالي يظل يخدم غرض التهميش تحت ضغط شديد ولمدة طويلة رغم الأمطار والأتربة لأنه يتمتع بالالتصاق الفائق والتماسك المتلاشي، تماما كما في حالة تهميش الاحتكاك بالرفع الكهرومغناطيسي المتزامن في القطارات كليهما يخدم في مكانه ولا يبتعد رغم ضغوط التشغيل وذلك لطبيعة كلا من الشحم الجاف والمجال المغناطيس في الالتزام بالمكانية، بالرغم من تلك الميزة فإن التطبيق في كلتا الحالتين يلتزم بمسار محدد يتمتع بتوفر عامل التهميش عليه.
مع الشعور بالحاجة إلى أخذ المركبة بتقنية تهميش الاحتكاك إلى أماكن غير مرتب لها من قبل اندفع العديد إلى إدخال التقنية قيد الخدمة ولكن علميا وبعيدا عن نزاع الأسبقية والدعايات القومية فقد تعرضت مركبات التجارب وخاصة الـ إس أر إن 1 -1959 -إلى الفشل التقني لنظرية الدفع النفاث للهواء ضد الماء والسبب الغير محسوب هو قدرة الماء للتشكل حول الضغوط حسب نظرية الإزاحة إذا ما أعطي الوقت الكافي لذلك ولذلك كان عرض النظرية سابقا بمجفف شعر برأس علبة أغذية ضد ميزان بصحن معدني وليس سطح مائي هو تنظير غير دقيق وبالتالي كانت التجربة رغم الدعاية بالصحن الطائر وتأثير الخيال العلمي والرغبة الجامحة في امتلاك ما لم يملكه الآخرين وبحث الجيوش عن أي تفوق يردع الآخرين عن تكرار شبح الحرب العالمية الثانية ولو بوضع اليد على ابتكارات أبناء البلد أنفسهم وبدون أية تعويضات ولو رمزية وهو ما حدث بالفعل وتم قبول التجربة بفرضية عدم إعطاء سطح الماء الفرصة للتشكل وذلك بدفع المركبة إلى الحركة المستمرة لعبور القناة الإنجليزية مع إثبات مشاكل فشل النفث الهوائي أثناء التوقف مع الأمواج في السجلات ناهيك عن عدم التجربة على البرد وهو الجليد الحديث وكذلك الرمال المتحركة وهما سطحان بكل تأكيد أقل تماسكا من الماء وكانا سيبتلعان المركبة بمن فيها - تلك الحاجة الدعائية المبكرة بأي ثمن كلفت الأمر سبع سنوات أخرى ات للخروج من المأزق
لاحظ الباحثين أن نفث الهواء ضد الماء بشكل قريب لم ينجح في تكوين طبقة رفع كما يحدث مع الأرض الصلبة، كذلك لاحظوا أنه عند بطء السرعة يبدأ الماء بذكاء في تكوين صحن متحرك يحاكي شكل المركبة لتعويض الإزاحة وهناك هواء أصبح محصورا عند سرعة معينة بين المركبة وبين قاع ذلك الصحن تحت سطح الماء بقليل مع ارتفاع أطراف الصحن فوق سطح الماء بقليل مع الكثير من الرذاذ لاندفاع متجدد ومستمر للهواء إلى خارج منطقة الضغط تماما كما يحدث في الأعاصير، إذا فلماذا لا ينحصر ذلك الهواء داخل ستارة حول المركبة تؤمن ذلك الحصر عند كل السرعات وحتى عند الوقوف، استغرق الخروج من المأزق سبع سنوات حتى - 1966- تمت إضافة الستارة المفترضة والمصنعة من كاوتشوك عجلات السيارت لغرض المتانة وارتفع الطواف على الستائر الهوائية وتحولت نظرية النفث الهوائي ضد الماء إلى قبول مبدأ تهميش الاحتكاك بحفظ ضغط من الهواء المتجدد تحت المركبة، ولكن تظل المركبة تحت تهدبد الاحتكاك بين الفينة والأخرى بين الستارة ذات الخامة المطاطية الكاوتشوكية المستخدمة في كبح سرعة السيارات وأسطح التضاريس المختلفة مما جعل تنقل الطواف فوق الشوارع غير متزن وكلف صيانة الـ إس أر إن 4 ما يتعدى العشرة ألاف يورو أسبوعيا فقط بسبب الاحتكاك الهائل بين الستارة الكاوتشوكية وسطح التنقل مما يدمر 21 مقطع أسبوعيا ويلاشي كامل مقاطع الستارة الـ 117 أسفل الوسادة في أقل من ستة أسابيع واستمرت المأساة حتى تم إخراجها من الخدمة واستمرت المعاناة من الستائر الكاوتشوكية عالية الاحتكاك أو من النايلون والبي في سي عاليي الاحتكاك للتطبيقات الخفيفة مع مشكلة اختلاف معامل الاستطالة تحت الضغط بينهما حتى العام - 1997 -
في العام - 1997 - قام البروفيسور حامد ع.م. رشوان رئيس كلية الهوفر كوليج الكنديةأو كلية الهوفر للحوامات كما هي مذكورة بموسوعة ويكيبيديا بإعادة تركيب خامة الستائر من التيفلون والكيفلار حيث تميز تركيب خاص من البولي تيترا فلورو إثيلين مدمج الروابط من ابتكار البروفيسور رشوان في الوصول إلى أقل معامل احتكاك بين المواد حتى الآن وهو قريب من الصفر وهو بذلك أفضل خامات التزليق الجاف ولكن طويل المدى بعكس التيفلون المعتاد، بذلك يعود ابتكار السلطان محمد الفاتح مرة ثانية للتشحيم الجاف لإنقاذ الطواف ولكن بدلا من تزليق الموجهات الخشبية الثابتة على الأرض يجئ هذه المرة أسفل الستارة الهوائية لتفادي تأثير التلامس لعرضي غير المرغوب بين مقاطع الستارة والتضاريس وينتقل مع الطواف أينما طاف – الستائر التيفلونية ليست فقط طويلة المدى بل يمكن طلائها إضافيا كل سنة يالتيفلون بدلا من تغييرها وكذلك مدعمة بنوع خاص مرن من الكيفلار ضد الماء والرطوبة بقوة معروفة عن الكفلار تتعدى قوة الصلب عشر مرات، وبذلك تدخل تقنية ستائر الطواف عهد جديد من التطوير للمشاركة بشكل أفضل في خدمة الإنسانية
أنواع تصاميم ستائر الطواف الهوائية:
في الشكل الحديث العام لستارة الطواف الهوائية الآن هو تكونها من وسادة رئيسية توزع الهواء حول الطواف بانتظام حسب توزيع مراكز الثقل وتعمل مكان النباضات بالسيارة ثم تقوم فوق مقاطع الستارة والتي قد تصل إلى مائتي مقطع وهي تقوم مقام عجلات – كفرات – دواليب السيارة وهو أكثر التصاميم عملية وإن كانت أكثر كلفة ولكن في تقنية الستائر التيفلونية يعتاض عن التكلفة بطول زمن الخدمة والكفاءة العالية – أيضا يمكن دعم الوسادة الرئيسية بوسادة رفع إضافية بينها وبين المقاطع مما يحسن من سماحية الرفع وتفادي العوائق وحتى الألغام
أنواع أخرى من ستائر الطواف
الوسادة المغلقة: حيث يتم رفع الطواف على الوسادة فقط بضخ جزء من هواء الرفع إلى الوسادة والتي تمتد حول محيط الطواف بدون مروره من خلالها للخارج فتنتفخ وضخ البقية تحت قاع الطواف فينحصر تحت الطواف بحماية الوسادة المنفوخة ويتسرب بتجدد من تحتها تحت ضغط مروحة الرفع أو جزء من المقسم أمام مروحة الدفع وضد رفع وزن الطواف بمعادلة سوف نشرحها في مقالة قادمة بإذن الله
مميزاتها: السهولة والرخص والحصر الممتاز للهواء على أسطح الجليد والماء الهادئ
عيوبها: ضآلة سماحية الطفو الهوائي بين قاع الوسادة وسطح التضاريس بما لا يزيد عن عدة سنتيمترات مما يعوق التشكل حول العوائق الأرضية والأمواج للحفاظ على حصر الضغط الهوائي تحت الطواف وتزيد المشكلة حين استخدام وسادة دائمة الانتفاخ كالزوارق المطاطية فتزيد قوة الصدمات بين الوسادة التي من المفترض ان تلعب دور النوابض قبل لعب دور الصدامات للطواف وبالتالي تتحول الوسادة للعب دور قاع الطواف لزيادة صلابتها مما يزيد ضآلة سماحية الرفع وبالتالي يقل مستوى تفادي العوائق
أيضا من عيوب الوسائد المغلقة لستائر الطواف هو تجميعها للرطوبة ورزاز الماء الداخل مع نسبة هواء الرفع مما يزيد من وزنها ووزن الطواف واضطراب مركز الثقل الكلي باستمرار مع التحرك المستمر للماء المتجمع ليزيد من حدة التوقف ويبطئ الوصول لسرعة الطفو الحر– سيتم شرحها إن شاء الله في مقال قادم – وكذلك الاحتمالية العالية لتلامس جوانب الوسادة مع سطح التضاريس عند مناورات الانحناء والتفادي وتغيير الإتجاه
الوسادة المفتوحة: وهي مفتوحة في إتجاه قاع الطواف من أعلى نقطة ممكنة مما يحسن ديناميكية رد الفعل بين ضغط الوسادة والضغط تحت قاع الطواف ويغذيها الهواء بنفس آلية الوسائد المغلقة
مميزاتها: السهولة والرخص والحصر الممتاز للهواء على أسطح الجليد والماء الهادئ مع التخلص من الماء الزائد والتعامل بمرونة أكثر مع العوائق مع رد ضغط هواء الاصطدام بالعوائق والتي أعلى من مقدار سماحية الطفو الهوائي لهذا الطواف إلى أسفل قاع الطواف فيرتفع عن العائق في نفس الإتجاه بدلا من تحول الضغط في نظام الوسادة المغلقة إلى صلابة أكثر تزيد من حدة الاصطدام
عيوبها: عند توقف محرك \ محركات الطواف يتحول من الطفو الديناميكي وهو المعتمد على التعامل بين ضغط الهواء أسفل الطواف وسطح الماء الذي يتعامل مع السطح التالي له مباشرة وهو الهواء بكثافته الأقل من الماء والحيلولة بين الماء والطواف وبالتالي يضيف إلى طفاوية الطواف مهما زاد وزنه بل ولو بتوسيع رقعة الإزاحة فوق الماء وحتى بالطفو على سطح الماء عمليا ولكن تحت سطح الماء بقليل – يتحول إلى حالة الطفو الإستاتيكي وهو المعتمد على طفو جسم الطواف وحده وذلك بإزاحة كم من الماء حجما يساوي وزنا وزن الطواف مع أخذ مركز الثقل في الاعتبار – لماذا – السر هنا في اقرب نقطة مفتوحة في أجزاء الطواف تصل إلى سطح الماء لأخذ مكان الماء الذي تمت إزاحته – فإذا حدث تحت وزن الطواف وحمولته كما هو الحال في أي طفو إستاتيكي على أي سائل أن وصل الماء إلى مستوي الفتحات بين الوسادة المفتوحة وقاع الطواف دخل الماء إلى الوسادة فإن دخل بالكمية التي لا يستطيع ضغط واندفاع هواء الرفع دفعها خارج محتوى الوسادة المغلقة إلى أسفل قاع الطواف عانت الوسادة المفتوحة من مشكلة تجميع الماء كالوسادة المغلقة تماما وربما أسوء والتعرض للغرق المرحلي، الوسادة ثم أقرب نقطة مفتوحة في الطواف وهكذا، وكإجراء وقائي في التصميم لمنع الغرق المرحلي يتم ضخ هواء الرفع في الوسادة في نقطة أعلى من سطح الطواف بل وجعل نقطة صرف الهواء من الوسادة المفتوحة لقاع الطواف أعلى من المستوى المفترض لسطح الماء عند الطفو الإستاتيكي وليس الديناميكي وفي حالات الطوافات السياحية الصغيرة والمتوسطة فيمكن رفع الوسادة يدويا من داخل الماء أو على أي سطح وبالتالي التخلص من أغلب ما تحتويه من ماء ويتكفل اندفاع هواء الرفع بالباقي – الحقيقة أن هواء الرفع المخلوط في هذه الحالة برذاذ الماء من داخل الوسادة المفتوحة له قدرة رفع أعلى من الهواء العادي بل ويظهر ذلك أكثر في المناخات الحارة التي تقل فيها كثافة الهواء ولكن تزيد درجة تقبله للتشبع بالماء مما يحول المحنة إلى منحة ويتحول مستوى الرفع إلى أفضل من المعتاد
ستارة المقاطع: تتكون من مقاطع منفصلة بتصميم حاد أو دائري وتتطلب فتحة منفصلة لكل مقطع لنفخه من هواء الرفع وتجمع المقاطع بين النظام المفتوح في المقاطع الأمامية وشبه المغلق في المقاطع الخلفية والخلفية الجانبية لمنع اغتراف الماء وقطع الجليد والحصباء والشوائب أثناء الحركة
مميزاتها: القدرة على التعامل مع حجم أكبر من العوائق حيث تصل سماحية الطفو الهوائي إلى ارتفاع قاع الطواف نفسه وإمكانية رفع السماحية بزيادة كلا من زاوية التعليق السفلى وعمق المقطع مادام دفع هواء الرفع يسمح بذلك – إمكانية تغيير المقطع المصاب أو المقطوع فورا وأحيانا يقوما المقطعين المجاورين بالتغطية مكانه مؤقتا في أنظمة المقاطع المنزلقة – في حالة تلف المقطع لأي سبب تكون التكلفة زهيدة مقارنة بتلف الوسادة – تحتل مكانة متوسطة في سهولة التنفيذ والسعر بين نظام الوسائد البسيط ونظام الستائر المتكامل والمكون من الوسادة والمقاطع - المقاطع الحادة تسمح بديناميكية هوائية عالية في الاختراق والاحتفاظ بضغط رفع مناسب مقابل ضغط تسريب أقل ويظهر تفوقها جليا في ظواهر رنين ستائر الطواف والاصطدام بالأمواج وفقدان أحد المقاطع وتجاوز العوائق – المقاطع الدائرية تتميز بالدفع لمباشر لهواء الرفع إلى تحت قاع الطواف مما يوفر جاهزية أعلى للرفع الديناميكي ولكن مقابل تسريب أعلى ويظهر تميزها على الأسطح العشبية
كلا النظامين يحتاج إلى تقنية جيوديسية لعمل محاكاة مثالية للتضاريس – تلك الجيوديسية مشروحة في القسم الأكاديمي بكلية الطواف أيضا أمثلة لمقاطع وسطية بين الحادة والدائرية
كلا النوعين من الستائر المقطعية يعتبر مرشح ممتاز لنظام المقاطع المسترجعة والذي يحول الطواف إلى قارب هوائي وكذلك مركبة تأثير أرض
العيوب: المقاطع الحادة الغير محمية بالبولي تيترا فلورو إيثلين المدعم ضد عوامل التعرية كما ذكرناه تتعرض لعوامل التعرية الشمسية وتتضرر بسرعة خلال أشهر – جر الطواف على مقطور هيكلية بدون جوانب حماية تجعل الستائر المقطعية سهلة التضرر من سرعات الجر العالية لأنها غير منفوخة أثناء الجر وتتحول لعامل إعاقة وتحميل على نقاط رفع الطواف بدلا من كونها عوامل رفع وتحميل للطواف – مثلها مثل الوسائد البسيطة بنوعيها المفتوحة والمغلقة لا ترفع الطواف كثيرا بعيدا عن الاصطدام بالعوائق والأجسام المحيطة – فتحات تغذية المقاطع بالهواء إذا لم ترتفع عن مستوى الطفو الإستاتيكي للطواف تحولت إلى عوامل إغراق – المقاطع الخلفية تقوم باختزان مخلفات التضاريس والثلج والأحجار الكبيرة لعدم مرورها من فتحة التسريب
الستارة المفتوحة: كالستارة المنزلية تماما ومشدودة بزاوية قريبة من الطواف بدون انحناء الوسادة المفتوحة والغرض حفظ أكبر قدر من الهواء بالداخل فتقل سرعته ويزيد ضغطه فيتم رفع الطواف بأقل طاقة من المحرك
مميزاتها: رفع الطواف إلى سماحية قياسية بالنسبة لقوة محرك الرفع – سهولة التصليح المباشر لأنها كالستارة العادية
عيوبها: لا تتعامل مع العوائق بتاتا وتحتاج أسطح مستوية أو مائلة بانتظام – عند الطفو الإستاتيكي تعيق مساحة كبيرة حول الطواف بل ولابد من المرور فوقها للوصول إلى الطواف

## الاستعمالات المدنية
نتيجه للميزه الهامة في الحوامات وهي عدم وجود احتكاك بين جسد الحوامة والأرض أو الماء مهما كان الوسط الذي تسير عليه، يمكن للحوامة ان تقطع الأماكن الوعرة مثل الصحاري ذات الطبيعة الرملية المستوية بدون وجود أي مشاكل تتعلق بغرز المركبة أو تعرضها للاعطال بسبب الوعورة. وتستخدم الحوامات لنقل المسافرين لسيارات لعبور بحر المانش بين إنجاترا وفرنسا.

## الاستعمالات العسكرية

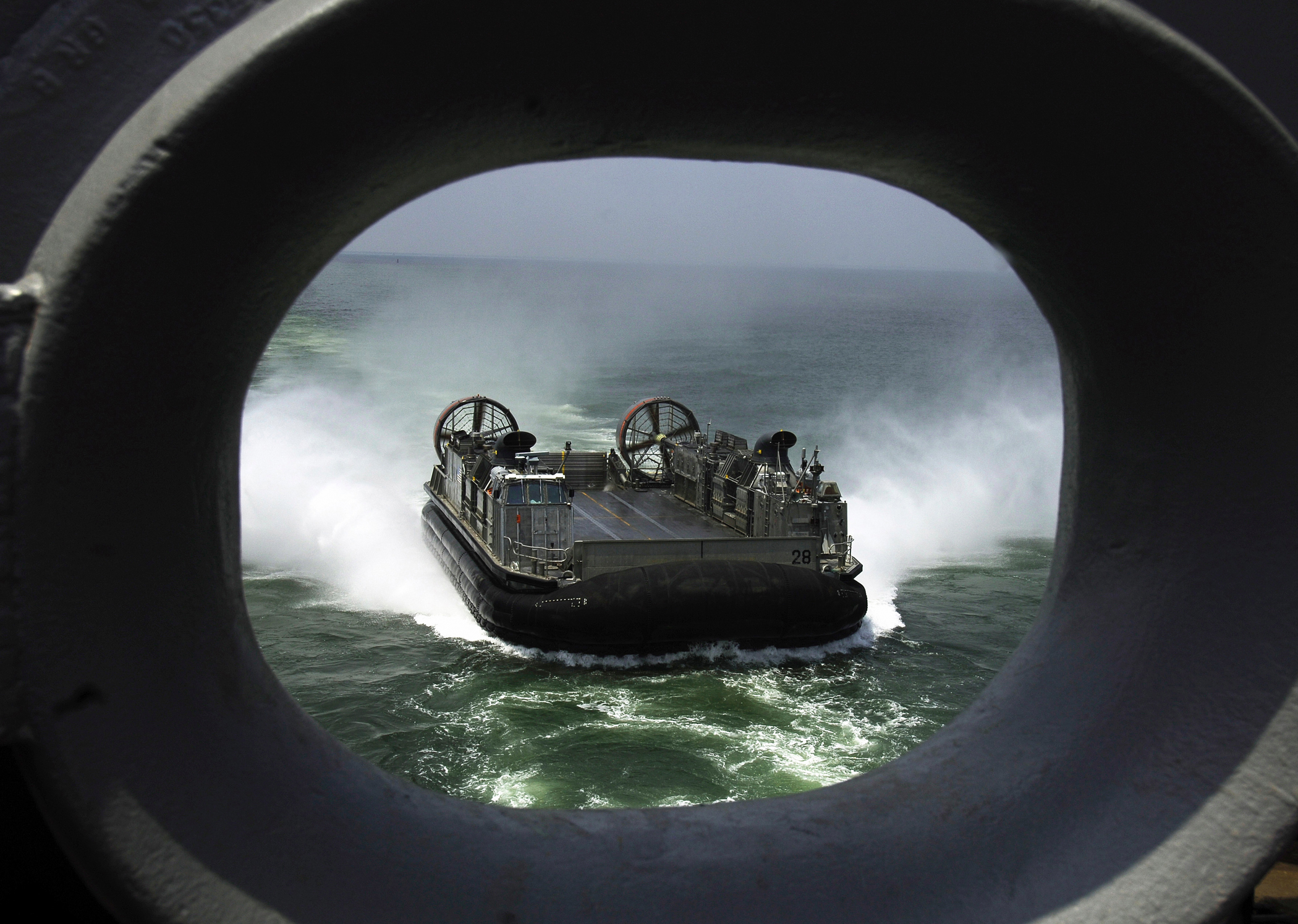
حوامة تعمل في البحرية الأمريكية US Navy LCAC hovercraft ذات مروحتان على السطح للدفع إلى الأمام والمراوغة.

أول استخدام للحوامة في للأغراض الحربية كان في إنجلترا بإنتاج SR.N1 وتطوير ها حتى ماركة SR.N6. وقد أنشأت المملكة المتحدة قطاعا في الجيش لدراسة إمكانيات اشراك الحوامات في العمليات الحربية. واقتنت البحرية الملكية نوع Griffon 2000 TDX للعمليات الحربية، وقد استخدمتها حاليا في حرب العراق.
أما في الولايات المتحدة فقد بدأت عام 1960 Bell Aircraft ابتكار حوامة جديدة وسجلتها من نوع Bell SK-5
واستعانت بها البحرية الأمريكية في حرب فيتنام كوسيلة للاستطلاع في دلتا نهر الميكونج حيث تميزت بحركتها المرنة وسرعتها الكبيرة. وفي هذا الإطار كان سطحها مقوسا. وكان هذا أيضا هو تصميم UK SR.N5 الإنجليزية، ثم طور التصميم لتصبح ذات سطح مستوي وزودت بأبراج للمدافع الخفيفة وقاذفات القنابل وسميت بعد ذلك 9255 PACV.

## طالع أيضًَا
- تندر (حوامة)
- ذات المراوح الأربع